# دارکوب سبز کوچک
دارکوب سبز کوچک یا دارکوب پشت‌طلایی با نام علمی ampethera maculosa گونه‌ای پرنده از خانوادهٔ دارکوبان و بومی آفریقا است که در کشورهای ساحل عاج، غنا، گینه، گینه بیسائو، لیبریا، مالی، موریتانی، سنگال، سیرا لئون و توگو یافت می‌شود.